# Lijst van rijksmonumenten in Zoutelande
De plaats Zoutelande telt 7 inschrijvingen in het rijksmonumentenregister. Hieronder een overzicht.
| Object                                 | Oorspronkelijke functie?  | Bouwjaar         | Architect | Locatie             | Coördinaten?                  | Nr.?   | Afbeelding        |
| -------------------------------------- | ------------------------- | ---------------- | --------- | ------------------- | ----------------------------- | ------ | ----------------- |
| Catharinakerk, Ned.Herv.Kerk met toren | Kerk en kerkonderdeel     | ca. 1400 (toren) |           | Willibrordusplein 1 | 51° 30' 3" NB, 3° 28' 55" OL  | 36864  | Meer afbeeldingen |
| Zoutelandse Molen                      | Industrie- en poldermolen | 1722             |           | Molenweg 29         | 51° 30' 10" NB, 3° 29' 1" OL  | 36865  | Meer afbeeldingen |
| Santvlught                             | Sport en recreatie        | 1910             |           | Duinweg 24          | 51° 29' 57" NB, 3° 29' 13" OL | 507651 | Meer afbeeldingen |

## Sint Janskerke
De buurtschap Sint Janskerke in Zoutelande telt 4 inschrijvingen in het rijksmonumentenregister.
| Object | Oorspronkelijke functie? | Bouwjaar                              | Architect | Locatie          | Coördinaten?                  | Nr.?  | Afbeelding |
| --- | ------------------------ | ------------------------------------- | --------- | ---------------- | ----------------------------- | ----- | --- |
| Boerderij "St. Janshof" | Boerderij                | 1668 (jaartalankers)                  |           | Boomweg 13       | 51° 30' 47" NB, 3° 29' 54" OL | 36866 | Meer afbeeldingen |
| Boerderij "Tramzicht" | Boerderij                | 19e eeuw                              |           | Sint Janskerke 1 | 51° 30' 35" NB, 3° 29' 49" OL | 36867 | Meer afbeeldingen |
| Boerderij. Bakstenen woonhuis met pannen zadeldak. Gepleisterde onderzijde van topgevel. Bakgoot op klossen ramen met 2 paneelblinden en rollagen boven ramen. Zomerhuis aangebouwd aan woonhuis met lager lopend dak. Nieuwe schuur met pannen zadeldak | Boerderij                | 18e eeuw (woonhuis) ca. 1950 (schuur) |           | Sint Janskerke 8 | 51° 30' 42" NB, 3° 29' 45" OL | 36868 | Boerderij. Bakstenen woonhuis met pannen zadeldak. Gepleisterde onderzijde van topgevel. Bakgoot op klossen ramen met 2 paneelblinden en rollagen boven ramen. Zomerhuis aangebouwd aan woonhuis met lager lopend dak. Nieuwe schuur met pannen zadeldak |
| "Groot Werendyke" | Boerderij                | 17e/18e eeuw                          |           | Werendijke 12    | 51° 30' 10" NB, 3° 30' 18" OL | 36869 | Meer afbeeldingen |